# Giro delle Fiandre 1953
Il Giro delle Fiandre 1953, trentasettesima edizione della corsa, fu disputato il 5 aprile 1953, per un percorso totale di 253 km. Fu vinto dall'olandese Wim van Est, al traguardo con il tempo di 7h19'00", alla media di 34,580 km/h, davanti a Désiré Keteleer e Bernard Gauthier.
I ciclisti che partirono da Gand furono 213; coloro che tagliarono il traguardo a Wetteren furono 44.

## Ordine d'arrivo (Top 10)
| Pos. | Corridore        | Squadra             | Tempo    |
| ---- | ---------------- | ------------------- | -------- |
| 1    | Wim van Est      | Garin-Wolber        | 7h19'00" |
| 2    | Désiré Keteleer  | Garin-Wolber        | s.t.     |
| 3    | Bernard Gauthier | Mercier-Hutchinson  | a 45"    |
| 4    | Louison Bobet    | Stella-Wolber       | a 1'40"  |
| 5    | Loretto Petrucci | Bianchi-Pirelli     | s.t.     |
| 6    | Attilio Redolfi  | Mercier-A. Leducq   | a 2'40"  |
| 7    | Jacques Dupont   | Dilecta-Wolber      | a 4'48"  |
| 8    | Hilaire Couvreur | Terrot-Hutchinson   | a 5'50"  |
| 9    | Stanislas Bober  | Alcyon-Dunlop       | a 5'54"  |
| 10   | Valère Ollivier  | Bertin-D'Alessandro | a 6'10"  |